# Морганатичен брак
Морганатичният брак е брак между аристократ и жена с по-нисък ранг.
По правило децата от него нямат право на наследство върху титлите на аристократа. Също така нито децата, нито майката могат да получават привилегии или титли от бащата. По време на церемонията по встъпване в брак младоженецът държи дясната ръка на булката със своята лява вместо с дясната си.
Подобни бракове са сключвали Александър II и Петър III, а също така и княз Александър Батенберг.